# Пам'ятний знак на честь заснування міста Києва
Пам'ятний знак на честь заснування Києва (пам'ятник засновникам Києва) — пам'ятний знак, споруджений 1982 року до 1500-ліття Києва. Пам'ятник розташовано на набережній Дніпра в Наводницькому парку між станцією метро «Дніпро» та мостом Патона.

## Опис
Скульптурну композицію виконано з кованої міді у вигляді плаского човна, де встановлено фігури засновників Києва: братів Кия, Щека, Хорива та їхньої сестри Либеді. Автори: скульптор Василь Бородай, архітектор Микола Фещенко.
Кия зображено в профіль, він дивиться уперед, тримаючи в зігнутій у лікті руці довгий тонкий спис, Щек стоїть за ним з обличчям, поверненим у фас, тримаючи в лівій руці спис, а правою притискаючи до плеча сокиру, Хорив дивиться назад, тримаючи у витягнутій правій руці гнучкий лук.
Постать Либеді розміщено на носі човна з піднятими, наче крила, руками. У ролі Либеді зображено доньку скульптора Бородая Галину. Вона була художницею та графіком, і померла від невиліковної хвороби у віці 31 року.
Біля підніжжя гранітного постаменту розташовано басейн. Довжина човна — 9 м, висота фігур: братів — 4.3 м, Либеді — 3.8 м.

## Часткове саморуйнування, відновлення
Через корозію металу в залізобетоні та каркасі 23 лютого 2010 року частина пам'ятника відломилася: впали фігури братів Щека та Хорива. Протягом трьох місяців пам'ятник було відновлено, відреставрований пам'ятник було відкрито 28 травня 2010 року. На реставрацію було витрачено 4 млн грн, скульптури зсередини було зроблено наново з бетону, який має гідроізоляційні властивості.

## Зображення на купюрах
1992 року зображення пам'ятника було розміщено на купюрах від одного до 5 тис. купоно-карбованців.

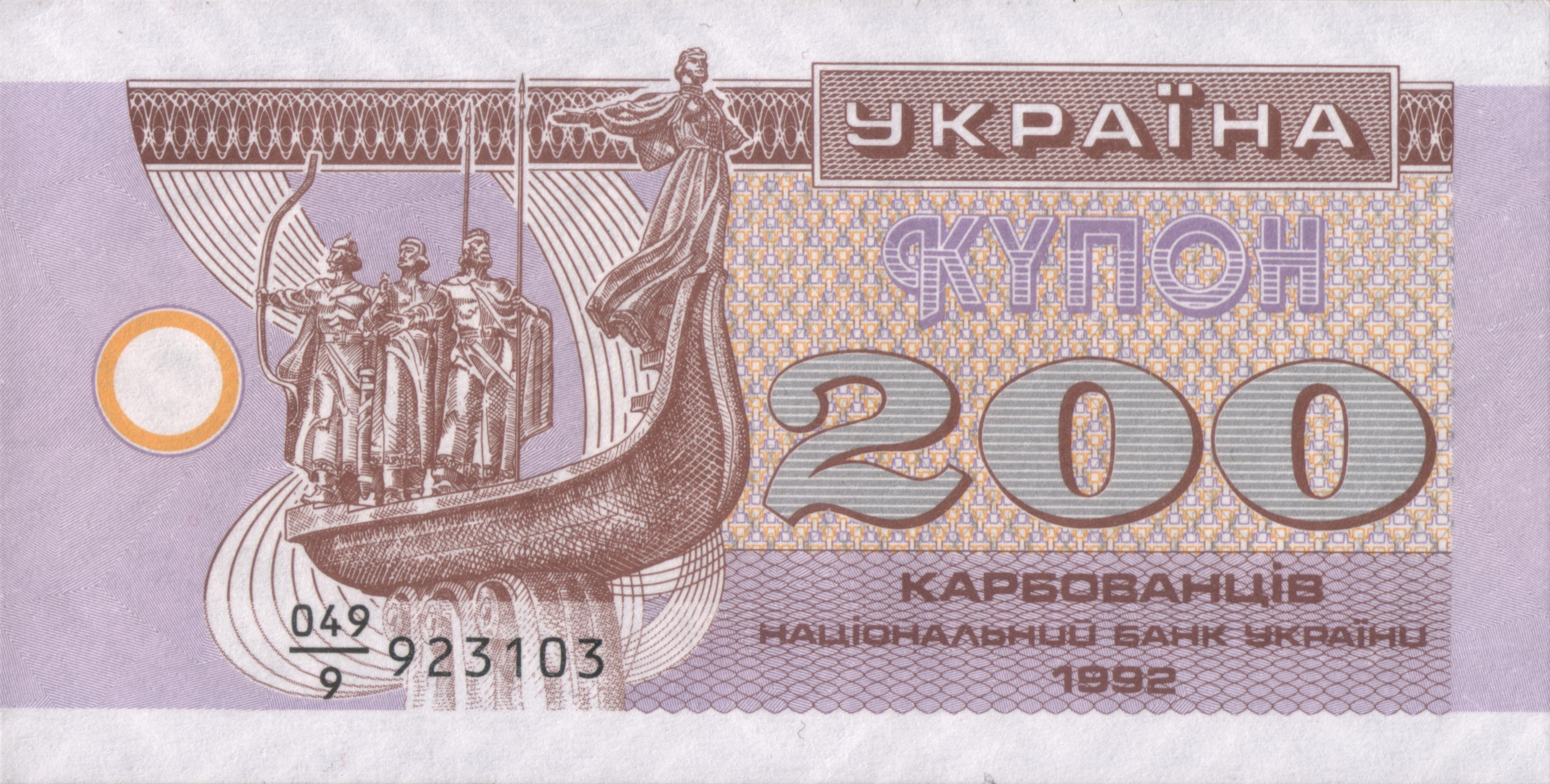
На купюрі 200 купоно-карбованців

У 2001 елемент пам'ятника зображення елементу монумента скульптуру Либеді розмістили на купюрі 200 гривень. Використання зображення було не узгоджене з автором Василем Бородаєм і він подав до суду. Надалі на наступному зразку 2007 року цього зображення вже не було.

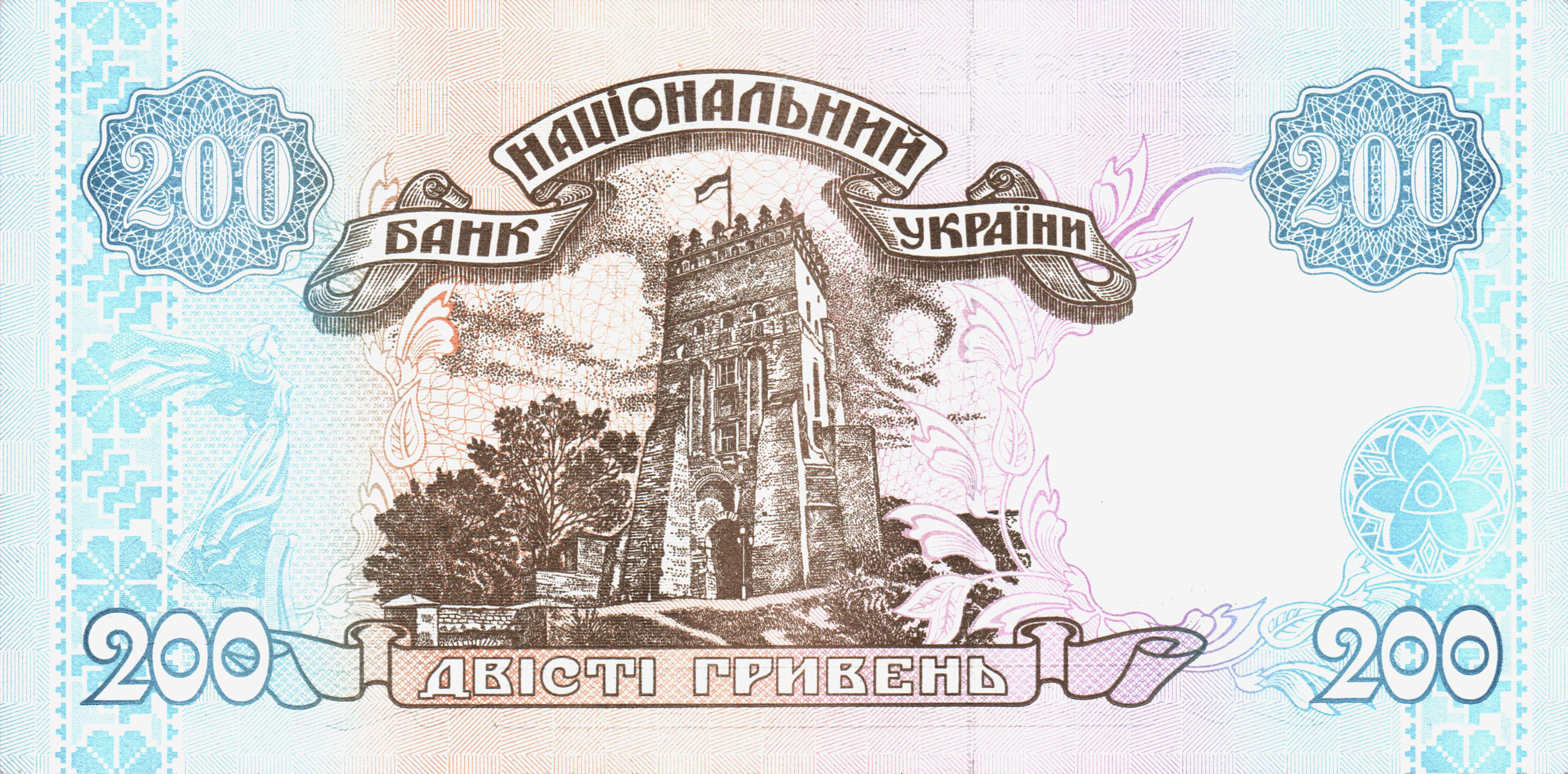
Либідь на купюрі 200 гривень — ближче до лівого краю купюри

## Наслідування
- 2001 року на Майдані Незалежності було встановлено інший пам'ятник засновникам Києва.[6]